# Във вашия дом
Във вашия дом са pay-per-view събития, създадени от Световната федерация по кеч (WWF, сега WWE), излъчващи се през втората половина на 1990-те.

## История
Първоначалната концепция е такава, че в месеците когато WWF не провежда главните си турнири (Кечмания, Крал на ринга, Лятно тръшване, Сериите Оцеляване и Кралски грохот, които по това време са дълги три часа и струват $29.95), ще предлагат двучасови турнири, струващи $14.95. Цената се покачва до $19.95 започвайки от декември 1995 г. с Във вашия дом 5. WWF правят това за да се конкурират с World Championship Wrestling (WCW) увеличаващи техните турнири (през 1995 г., WCW провежда 9 турнира; през 1996 г., 10 и накрая започват да провеждат всеки месец през 1997 г.). Независимо от добавянето на повече турнири на WWF, тези на WCW са дълги между 2.5 и 3 часа. Започвайки от септември 1997 г., WWF увеличават всичките си турнири Във вашия дом до три часа, съвпадайки с обикновените им турнири.
WWF спират името Във вашия дом от месечните си турнири от Ответен удар през април 1999 г., създавайки нови имена за ежегодни турнири. Подобни серии се провеждат като събитията NXT Завземане от 2014 г.
Титлата на WWF никога не е сменяла носителя си в нито едно от събитията в сериите Във вашия дом. Нов шампион е обявен веднъж, в четворен елиминационен мач за свободната титла през февруари 1997 г., Във вашия дом 13: Последна четворка; Шон Майкълс трябва да предаде титлата си заради травма три дни по-рано, превръщайки мач за главен претендент в мач за титлата.
Първите 6 турнира Във вашия дом нямат допълнителни имена. На някои от тях са добавени скоро след събитията, докато на други най-често по канала WWE 24/7 Classics On Demand. Добавените имена са "Във вашия дом: Премиерата", "Във вашия дом 2: Дърварите" (свръзка с главния мач), "Във вашия дом 3: Тройна власт" (свръзка с главния мач), "Във вашия дом 4: Големия бял север (свръзка с Канадската арена), "Във вашия дом 5: Сезонни битки" (свръзка с предстоящата Коледа) и "Във вашия дом 6: Ярост в клетка" (свръзка с главния мач). Първия турнир, който да използва допълнително име е седмия, "Във вашия дом 7: Близки приятели, по-близки врагове" (свръзка с главния мач на Шон Майкълс срещу Дизел). Допълнителните имена включват „Време е“ (фразата на Вейдър), „Погребан жив“ (свръзка с главния мач), „Леден ден в Ада“ (свръзка с героите на Стив Остин и Гробаря), „Натиска на Скалата“ (финалния ход на Скалата и разгрома на опонента му Менкайнд), „Клането на Св. Валентин“ (свръзка с денят на Св. Валентин) и др. Постепенно допълнителните имена стават главни (тъй като турнира не се казва Във вашия дом: Пълна готовност, а Пълна готовност: Във вашия дом), докато главните имена като Без изход, Ответен удар и Денят на Страшния съд стават самостоятелни. Първият турнир с главно име, "Кота нула: Във вашия дом" е първият, дълъг три часа.
WWF подарява чисто нова къща в областта Хънтърс Крик в Орландо, Флорида по време на първия турнир на случаен зрител.

## Дати и места
| №  | Във вашия дом:                     | Дата         | Град                 | Място                          | Главен мач                                                                           |
| -- | ---------------------------------- | ------------ | -------------------- | ------------------------------ | ------------------------------------------------------------------------------------ |
| 1  | Премиерата                         | 14 май       | Сиракюз, NY          | Onondaga War Memorial          | Дизел срещу Сид1                                                                     |
| 2  | Дърварите                          | 23 юли       | Нашвил, TN           | Nashville Municipal Auditorium | Дизел срещу Сид1                                                                     |
| 3  | Тройна власт                       | 24 септември | Сагъно, MI           | Saginaw Civic Center           | Дизел и Шон Майкълс срещу Йокозуна и Британския булдог1;2;3                          |
| 4  | Големият бял север                 | 22 октомври  | Уинипег, MB          | Winnipeg Arena                 | Британския булдог срещу Дизел1                                                       |
| 5  | Сезонни битки                      | 17 декември  | Хърши, PA            | Hersheypark Arena              | Брет Харт срещу Британския булдог1                                                   |
| 6  | Ярост в клетка                     | 18 февруари  | Луисвил, KY          | Louisville Gardens             | Брет Харт срещу Дизел1                                                               |
| 7  | Близки приятели, по-близки врагове | 28 април     | Омаха, NE            | Omaha Civic Auditorium         | Шон Майкълс срещу Дизел1                                                             |
| 8  | Зло куче                           | 26 май       | Форенс, SC           | Florence Civic Center          | Шон Майкълс срещу Британския булдог1                                                 |
| 8  | Зло куче                           | 28 май       | Северен Чарлстън, SC | North Charleston Coliseum      | Златен прах срещу Гробаря3                                                           |
| 9  | Международен инцидент              | 21 юли       | Ванкувър, BC         | General Motors Place           | Лагер Корнет срещу Отряда на Народа                                                  |
| 10 | Игри на ума                        | 22 септември | Филаделфия, PA       | CoreStates Center              | Шон Майкълс срещу Менкайнд1                                                          |
| 11 | Погребан жив                       | 20 октомври  | Индианаполис, IN     | Market Square Arena            | Гробаря срещу Менкайнд                                                               |
| 12 | Време е                            | 15 декември  | Уест Палм Бийч, FL   | West Palm Beach Auditorium     | Сайко Сид срещу Брет Харт1                                                           |
| 13 | Последна четворка                  | 16 февруари  | Чатануга, TN         | UTC Arena                      | Брет Харт срещу Ледения Стив Остин срещу Вейдър срещу Гробаря1                       |
| 14 | Отмъщението на Гробаря             | 20 април     | Рочестър, NY         | War Memorial Auditorium        | Ледения Стив Остин срещу Брет Харт                                                   |
| 15 | Леден ден в ада                    | 11 май       | Ричмънд, VA          | Richmond Coliseum              | Гробаря срещу Ледения Стив Остин1                                                    |
| 16 | Канадско бягство                   | 6 юли        | Калгари, AB          | Saddledome                     | Фондация Харт срещу Ледения Стив Остин, Кен Шамрок, Златен прах и Легиона на Гибелта |
| №  | : Във вашия дом                    | Дата         | Град                 | Място                          | Главен мач                                                                           |
| 17 | Кота нула                          | 7 септември  | Луисвил, KY          | Louisville Gardens             | Шон Майкълс срещу Гробаря                                                            |
| 18 | Враждебност                        | 5 октомври   | Сейнт Луис, MO       | Kiel Center                    | Шон Майкълс срещу Гробаря                                                            |
| 19 | Дегенерация Х                      | 7 декември   | Спрингфийлд, MA      | Springfield Civic Center       | Шон Майкълс срещу Кен Шамрок1                                                        |
| 20 | Без изход от Тексас                | 15 февруари  | Хюстън, TX           | Compaq Center                  | Отбор Остин срещу Отбор Трите Хикса                                                  |
| 21 | Непростимо                         | 26 април     | Грийнсбъро, NC       | Greensboro Coliseum            | Дуд Лов срещу Ледения Стив Остин4                                                    |
| 22 | На ръба                            | 31 май       | Милуоки, WI          | Wisconsin Center Arena         | Ледения Стив Остин срещу Дуд Лов4                                                    |
| 23 | Пълна готовност                    | 26 юли       | Фресно, CA           | Selland Arena                  | Скалата срещу Трите Хикса3 Кейн и Менкайнд срещу Гробаря и Ледения Стив Остин2       |
| 24 | Развихряне                         | 27 септември | Хамилтън, ON         | Copps Coliseum                 | Ледения Стив Остин срещу Гробаря срещу Кейн4                                         |
| 25 | Денят на Страшния съд              | 18 октомври  | Роузмънт, IL         | Rosemont Horizon               | Кейн срещу Гробаря4                                                                  |
| 26 | Натиска на Скалата                 | 13 декември  | Ванкувър, BC         | General Motors Place           | Ледения Стив Остин срещу Гробаря                                                     |
| 27 | Клането на Св. Валентин            | 14 февруари  | Мемфис, TN           | The Pyramid                    | Менкайнд срещу Скалата4 Ледения Стив Остин срещу Винс Макмеън                        |

Мач за:
1↑Световната титла в тежка категория на WWF;
2↑Отборните титли на WWF;
3↑Интерконтиненталната титла на WWF;
4↑Титлата на WWF